# Marietta (Oklahoma)
Marietta er en amerikansk by og administrativt centrum for det amerikanske county Love County i staten Oklahoma. I 2000 havde byen et indbyggertal på 2.445.

## Ekstern henvisning
- Mariettas hjemmeside Arkiveret 2. marts 2010 hos  Wayback Machine (engelsk)

33°56′07″N 97°07′11″V / 33.9353°N 97.1197°V